# Алгоритам за исцртавање линија
Алгоритам за исцртавање линија је графички алгоритам за апроксимирање сегмента линије на графичким медијима. На дискретним медијима, као што су рачунарски дисплеји базирани на пикселима, и на рачунарским штампачима, исцртавање линија захтева апроксимацију (у нетривијалним случајевима).
На аналогним медијима алгоритам за исцртавање линија није потребан. На пример, осцилоскопи користе природне феномене за исцртавање линија и кривих.

## Прост алгоритам за исцртавање линија
```
dx = x
2
 - x
1

dy = y
2
 - y
1

for
 x 
from
 x
1
 
to
 x
2
 {
	y = y
1
 + (dy) * (x - x
1
)/(dx)
	plot(x, y)
}
```

Овде је претпостављено да су тачке већ поређане тако да {\displaystyle x_{2}>x_{1}}.
Овај алгоритам ради сасвим добро када {\displaystyle dx>=dy}, али је прилично спор на дигиталним рачунарима, јер захтева израчунавања на бројевима у покретном зарезу. Ако је {\displaystyle dx<dy}, линија постаје прилично разређена, а у граничном случају {\displaystyle dx=0}, се исцртава само једна тачка!

## Списак алгоритама за исцртавање линија
Следи делимичан списак алгоритама за исцртавање линија:
- Брезенхамов линијски алгоритам — оптимизован да користи само сабирања (без дељења или множења); такође избегава израчунавања у покретном зарезу.
- Ксаолин Вуов линијски алгоритам — алгоритам за исцртавање уз антиалиасинг, нешто спорији од претходног.